# جوره‌بیک مرادف
جوره‌بیک مرادف یا جوره‌بیک مراد (تاجیکی: Ҷӯрабек Муродов؛ زادهٔ ۲۴ دسامبر ۱۹۴۲) خواننده، ترانه‌نویس و آهنگساز تاجیک است. او در جمهوری شوروی سوسیالیستی تاجیکستان در اتحاد جماهیر شوروی سوسیالیستی زاده شد. جوره‌بیک در سال ۱۹۷۹ برنده مدال هنرمند خلق شوروی شد. او علاوه بر خوانندگی، نوازنده سازهای تار و رباب نیز هست. 
فرزند او نیز به نام جانی‌بیک مرادف از سال ۲۰۰۷ به خوانندگی مشغول است.